# گود هادی
گود هادی یک روستا در ایران است که در شهرستان سیرجان واقع شده‌است. گود هادی ۱۲ نفر جمعیت دارد.